# Почекаји
Почекаји (итал. Pocecai) је насељено место у Истарској жупанији, Република Хрватска. Административно је у саставу Града Бузета.

## Становништво
Према задњем попису становништва из 2001. године у насељу Почекаји живело је 35 становника који су живели у 11 породичних домаћинстава.
Кретање броја становника по пописима 1857—2001.
| година пописа  | 1857. | 1869. | 1880. | 1890. | 1900. | 1910. | 1921. | 1931. | 1948. | 1953. | 1961. | 1971. | 1981. | 1991. | 2001. |
| бр. становника | 0     | 0     | 79    | 81    | 111   | 86    | 0     | 0     | 77    | 83    | 67    | 59    | 32    | 42    | 35    |

Напомена:У 1857. и 1869. подаци су садржани у насељу Свети Мартин, а 1921. и 1931. у насељу Бузет. У 1948. садржи податак за бивше насеље Станица Бузет које се исказивало само те године. Од 1880. до 1910. исказано као део насеља